# Hannah Hampton
Hannah Hampton (født 16. november 2000) er en kvindelig engelsk fodboldspiller, der står på mål for engelske Chelsea i FA Women's Super League og er førstevalg på Englands kvindefodboldlandshold.
Hun tidligere spillet akademifodbold for Stoke City og Birmingham City samt spanske Villarreal CF hvor hun faktisk spillede i angrebet. Hun spillede fra 2021 til 2023 for Aston Villa. 
Hun fik debut på det engelske A-landshold den 20. februar 2021 i 0–0 kampen mod Spanien ved Arnold Clark Cup. Under den nye landstræner Sarina Wiegman blev hun for første gang udtaget til den endelige EM-trup ved EM på hjemmebane, hvor hun var med som tredjekeeper.